# Festuca wippraensis
Festuca wippraensis är en gräsart som beskrevs av Wein. Festuca wippraensis ingår i släktet svinglar, och familjen gräs. Inga underarter finns listade i Catalogue of Life.